# До смерти
«До смерти» (англ. Until Death) — фильм 2007 года, главные роли в котором исполнили Жан-Клод Ван Дамм и Марк Даймонд.

## Сюжет
Энтони Стоу — полицейский детектив из Нового Орлеана, увлёкшийся героином и выпивкой. Его ненавидят коллеги, и его жена Валери вот-вот подаст на развод. Пытаясь арестовать своего прежнего партнёра, а теперь наркобарона Габриеля Каллахана, Энтони получает ранение в голову, но остаётся в живых. Выйдя через несколько месяцев из комы, он предпринимает попытку исправить ошибки своей прошлой жизни…

## В ролях
| Актёр             | Роль             |
| ----------------- | ---------------- |
| Жан-Клод Ван Дамм | Энтони Стоу      |
| Марк Даймонд      | Марк Россини     |
| Селина Джиллз     | Валери Стоу      |
| Уильям Эш         | Серж             |
| Стивен Ри         | Габриэл Каллагэн |

## Критика
Фильм не снискал популярности ни у зрителей, ни у критиков. На Rotten Tomatoes его зрительский рейтинг составляет 39 %. По оценке Чака О’Лири с Fulvue Drive-in, фильм распадается на две части: первые 42 минуты «напряжены и довольно интересны», однако после того, как главный герой «превращается в хорошего парня», фильм становится менее интересным, а последний его час «действительно разочаровывает». Дэвид Нусаир отмечает в фильме как «несколько по-настоящему захватывающих экшн-сцен», так и слишком долгую его продолжительность, которая «слишком выражена».